# 扁核木
扁核木（学名：Prinsepia utilis）又名青刺尖、枪刺果、打油果、鸡蛋果、纳西语称为阿那斯，是蔷薇科扁核木属的多年生常绿灌木。分布于巴基斯坦、印度、尼泊尔、不丹以及中国大陆的西藏、四川、云南、贵州等地，生长于海拔1,000米至2,560米的地区，见于山坡、山谷、荒地及路旁。

## 特徵
扁核木是一種灌木，最高可達3.5米高，3米寬，每年春季約2月開花，果實於6月成熟。

## 用途
扁核木为温带森林重要的木本油料植物,平均盛果期40年，果實可生吃或煮熟來吃，其果仁可搾取油，出油率30%左右，即「青刺果油」，是一種天然营养植物油，含豐富的不飽和脂肪酸，具有食用、保健和药用价值。扁核木适应能力和再生能力强、根系发达，可做绿化植物。